# Ženavlje
Ženavlje – wieś w Słowenii, w gminie Gornji Petrovci. W 2018 roku liczyła 100 mieszkańców.